# Shrewsbury
Shrewsbury (/ˈʃruːzbri/ⓘ o /ˈʃroʊzbri/ⓘ) es la ciudad condado de Shropshire, en Midlands del Oeste, Inglaterra, Reino Unido. Se encuentra cerca del País de Gales (en galés: Amwythig). Se encuentra a orillas del río Severn. Es el principal asentamiento del borough de Shrewsbury and Atcham, con una población de 95.850 habitantes. En consecuencia, es la segunda ciudad más grande de su condado ceremonial, después de Telford.
Shrewsbury es una histórica ciudad comercial cuyo casco urbano tiene un plano medieval inalterado. En la ciudad destacan unos 660 monumentos clasificados, incluyendo ejemplos de armaduras de los siglos XV y XVI. El castillo de Shrewsbury, un castillo fortificado de arenisca roja, y la abadía de Shrewsbury, un antiguo monasterio benedictino, fueron fundados en 1074 y 1083 respectivamente, por el conde de Shrewsbury normando, Roger II de Montgomery. La ciudad es la sede de uno de los más largos y antiguos eventos horticulturales del país, el Shrewsbury Flower Show, conocido por sus monitores florales, habiendo ganado varios premios desde el comienzo del siglo XXI, incluyendo Britain in Bloom en 2006.
Hoy, a 14 km o 9 millas de la frontera galesa, Shrewsbury sirve de centro comercial y cultural para el condado ceremonial y gran parte de Gales Central, con un output equivalente a unas 299 millones de libras al año. Tiene algunas industrias de lámparas y centros de distribución, así como Battlefield, localizado principalmente en las afueras. Las carreteras estratégicas A5 y A49 pasan por la ciudad, como lo hacen varias líneas de ferrocarril en la estación de ferrocarril de Shrewsbury.

## Historia
La ciudad fue conocida por los britanos como Pengwern y por los anglosajones como Scrobbesburh, en casos dativos como Scrobbesbyrig. El nombre ha sido gradualmente variado en tres direcciones, en 'Sciropscire' que llegó a ser Shropshire, en 'Sloppesberie', que llegó a ser Salop o Salopia, el nombre histórico del condado, y en 'Schrosberie', que dio lugar al nombre de la ciudad, Shrewsbury. Su nombre galés, Amwythig, significa "lugar fortificado".
Shrewsbury es conocida como una ciudad con una importante herencia medieval, habiendo sido fundada en el año 800. Fue durante los siglos XIV y XV cuando la ciudad estuvo en lo más alto de su importancia comercial. Esto fue principalmente debido al mercado de la lana, una industria mayor en el momento, con el resto de Gran Bretaña y Europa, especialmente con el río Severn y Watling Street como rutas comerciales. Se cree que Enrique VIII intentó hacer de Shrewsbury una ciudad catedral después de la formación de la Iglesia de Inglaterra, pero los ciudadanos declinaron la oferta.
Con el paso de los años, la ciudad, geográficamente importante, ha sido el lugar de muchos conflictos, principalmente entre los ingleses y galeses. Shrewbury fue sede del Reino de Powys durante muchos años, pero los anglosajones, bajo Offa, rey de Mercia, tomó posesión de la ciudad en 778. Los galeses asediaron la ciudad en 1069, pero fueron repelidos por Guillermo I de Inglaterra. Roger de Montgomery recibió la ciudad como un regalo de Guillermo, y construyó el castillo de Shrewsbury en 1074, obteniendo el título de conde. El tercer conde, Robert de Bellême, fue depuesto en 1102, por haber tomado parte en una rebelión contra Enrique I. La batalla de Shrewsbury fue luchada en 1403 a unas millas al norte de la ciudad, en Battlefield. Fue luchada entre el rey Enrique IV y Henry Percy, con victoria para el rey. La batalla se produjo simultáneamente con la guerra de los Cien Años y, si bien no estuvo inscrita en aquel conflicto, permitió a Enrique V desarrollar su sentido táctico y el concepto militar que lo llevaría, doce años más tarde, a derrotar a los franceses en la crucial Batalla de Agincourt, en 1415.

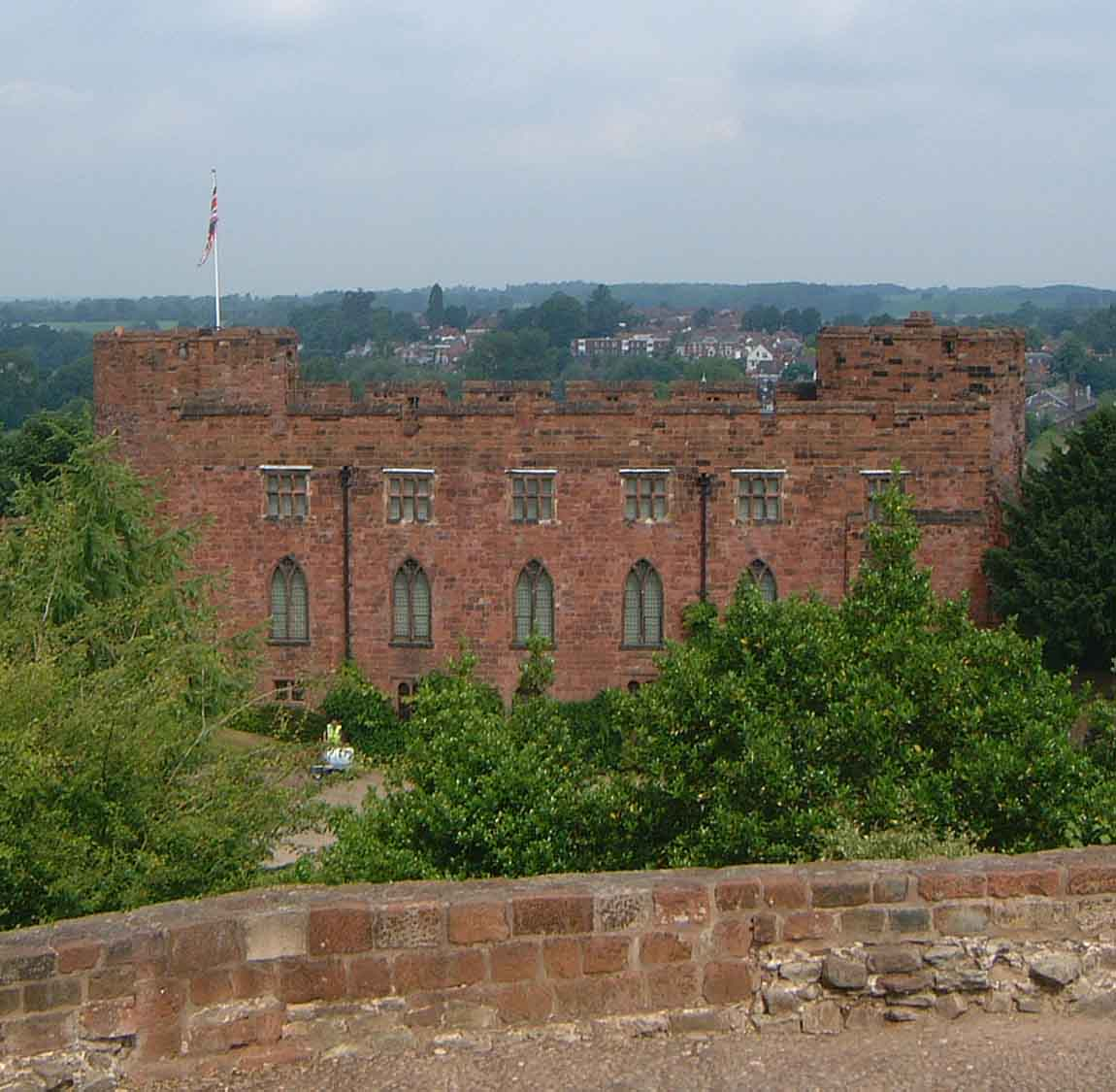
Castillo de Shrewsbury.

La ciudad destaca por haber sido el sitio donde el Príncipe de Gales Enrique, futuro Enrique V de Inglaterra atacó y venció, en una épica marcha forzada, a los ejércitos combinados de dos generales de su padre Enrique IV que se habían rebelado contra él y aliado con los rebeldes galeses que pretendían el Principado de Gales. Enrique sufrió allí una grave herida de flecha en el rostro, a pesar de lo cual no permitió que se lo atendiera hasta que la victoria se hubo alcanzado.
El municipio es sede del Ditherington Flax Mill, la primera construcción compuesta de hierro del mundo, el cual es comúnmente conocido como "el abuelo del skycraper". Su importancia fue reconocida en los años 1950, lo que hizo que llegara a ser monumento clasificado de Grado I. La Revolución industrial estuvo también localizada en Shrewsbury, en el Canal de Shrewsbury, que lo enlazaba con el Canal de Shropshire, el más ancho de los canales de Gran Bretaña.
Shrewsbury también ha jugado un papel importante en la historia intelectual occidental, por haber sido la ciudad donde nació el naturalista Charles Darwin, padre de las teorías de la Evolución y la Selección natural, y autor de El origen de las especies. A 8 km al suroeste de la ciudad se encuentra Wroxeter, donde se encuentran las ruinas de la ciudad romana de Viroconium Cornoviorum. Viroconium fue la cuarta civitas capital más grande en Britania. Como Caer Guricon podría haber servido como la primera capital de la edad oscura del Reino de Powys.
La ciudad evitó el bombardeo durante la Segunda Guerra Mundial y por tanto muchos de sus antiguos edificios permanecieron intactos. Después, la ciudad se vio afectada durante los años 1960 y años 1970 por la demolición de algunos edificios antiguos, que fueron sustituidos por otros. Estas demoliciones destruyeron el aspecto de muchas ciudades históricas en el Reino Unido. Sin embargo, un área amplia de casas de madera y de negocios fue destruida para dejar paso al aparcamiento para coches de varios pisos de Raven Meadows y el centro comercial 'Pride Hill'. Otros edificios históricos fueron demolidos para abrir hueco al estilo arquitectónico brutalista de los años 1960. La ciudad se salvó de un nuevo anillo periférico interno debido a sus dificultades geográficas.
Shrewsbury ganó el premio a la capital de empresas de Midlands del Oeste en 2004. El municipio tiene dos parques de negocios en expansión, el Shrewsbury Business Park y el Battlefield Enterprise Park. Hay muchos residenciales en desarrollo actualmente en construcción en la ciudad para incrementar el número de gente que quiere vivir en la ciudad y en Telford, Wolverhampton y Birmingham. En 2000 y 2002, Shrewsbury intentó obtener sin éxito el estatus de ciudad.

## Gobierno

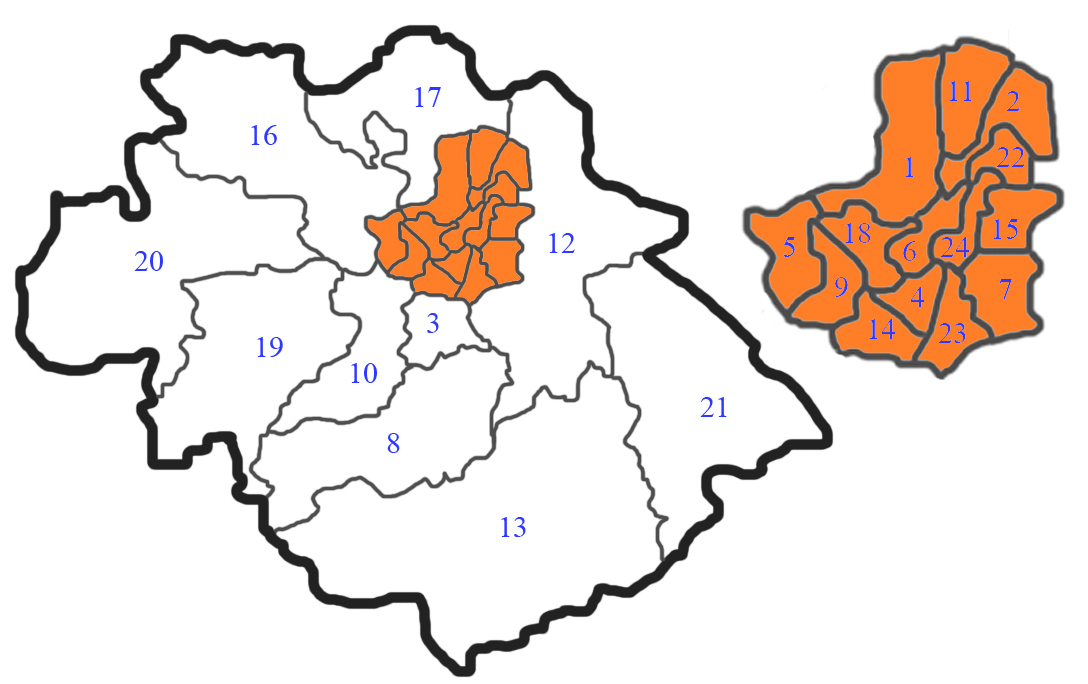
Mapa de los distritos de Shrewsbury and Atcham. El casco urbano de Shrewsbury se encuentra en naranja.

El primer charter del borough de Shrewsbury fue concedido por Enrique I de Inglaterra permitiendo la colección de rentas. El Rey Ricardo I concedió otro charter en 1189 y desde ese momento la importancia e influencia regional de la ciudad aumentó, tanto que consiguió la autonomía del condado de Shropshire. Otros charters fueron el de Juan I en 1199, el de Enrique VII en 1495, Carlos I en 1638 y el de Jacobo II de 1685. En 1974 un charter de Isabel II incorporó el borough de Shrewsbury and Atcham.
Shrewsbury es el centro administrativo del borough de Shrewsbury and Atcham y el condado de Shropshire, el cual no incluye el borough de Telford and Wrekin, al ser una autoridad unitaria. El consejo del condado de Shropshire tiene su sede en el Shirehall, en Abbey Foregate, y el consejo del borough tiene su sede en el Guildhall, en Frankwell. El consejo del borough se movió de su antiguo Guildhall, ahora conocido como "Newport House", como se llamaba antes de ser Guildhall, el 19 de marzo de 2004. Shrewsbury es un área desparroquiada y por tanto no tiene consejo municipal ni parroquial. El alcalde de Shrewsbury and Atcham es también el alcalde de la ciudad.
Shrewsbury se encuentra en el distrito electoral de Shrewsbury and Atcham y es el único asentamiento grande en el distrito. Antes de 1997 el miembro del parlamento por Shrewsbury and Atcham fue el conservador Derek Conway. Paul Marsden, del Partido Laborista, fue elegido para representar al distrito en el parlamento tras la victoria de 1997, siendo la primera vez que Shrewsbury ha tenido un parlamentario laborista. Marden defectó al Partido Liberal Demócrata siguiendo la guerra de Afganistán, decidiendo no presentarse a la elección otra vez. Tras esto, en 2005 se vio como los laboristas perdían muchos votos en favor del Partido Liberal Demócrata, siendo elegido por mayoría de 1.808 el conservador Daniel Kawczynski. Entre los anteriores parlamentarios del distrito se encuentra el ex primer ministro Benjamin Disraeli.
Shrewsbury está hermanada con Zutphen en los Países Bajos. La ciudad también sirve de sede administrativa para la 5.ª división de infantería del Ejército Británico, que se encuentra en Copthorne Barracks.

### Blasón
El blasón del antiguo consejo del borough de Shrewsbury representa tres enfrentados, con el lema Floreat Salopia, una frase latina que puede ser traducida como "puede que Shrewsbury prospere". El escudo de armas es el mismo que el del consejo del borough de Shrewsbury and Atcham - el escudo del consejo de Shrewsbury es el mismo pero sin el puente de Atcham. El Shrewsbury Town FC ha usado históricamente lo mismo pero ahora tiene una insignia de distinta medida, con un solo enfrentado.

## Geografía
Shrewsbury se encuentra aproximadamente a 23 km al oeste de Telford, 69 km al oeste de Birmingham y la Conurbación de Midlands del Oeste, y unos 240 km al noroeste de la capital, Londres. Más localmente, la ciudad se encuentra al este de Welshpool, mientras que Bridgnorth y Kidderminster están al sureste. El límite con Gales está a 14 km al oeste. El centro de la ciudad está parcialmente construido en una cuesta cuya elevación es, en su punto más alto, de 75 metros sobre el nivel del mar. El río más largo del Reino Unido, el Severn, atraviesa Shrewsbury, formando un meandro en su centro.
Desde finales de los años 1990 la ciudad ha tenido problemas de inundaciones del Severn y Rea Brook. En el otoño de 2000 anchos swaths de la ciudad estaban bajo el agua, y notablemente Frankwell, el cual fue inundado en tres ocasiones en el espacio de seis semanas. Las defensas de las inundaciones de Frankwell se completaron en 2003, junto con las nuevas oficinas del consejo del borough. Más recientemente, en 2005 y 2007, las inundaciones han sido menores, y las defensas generalmente han contenido las crecidas de las áreas del centro de la ciudad. Sin embargo, los aparcamientos de la ciudad han dejado de estar inundados en invierno, lo cual reduce el comercio en la ciudad, más evidente en la carrera de Navidad en 2007.
La ciudad está situada cerca de Haughmond Hill, un lugar donde hay rocas precámbricas, algunas de las rocas más antiguas que han podido ser encontradas en el condado, y la propia ciudad se encuentra en un área de grandes rocas carboníferas. Una falla, la falla de Hodnet, empieza aproximadamente en la ciudad, y llega hasta Market Drayton.

### Suburbios
Shrewsbury dispone de un gran número de barrios y pueblos den los alrededores. Un ejemplo de una gran aldea vecina que se ha convertido efectivamente en un suburbio de la ciudad es Bayston Hill, que ha crecido considerablemente en los últimos 20 años y ahora está separado del suburbio Meole Brace por solo unos pocos campos y la carretera A5. Sigue siendo, sin embargo, una entidad separada de la ciudad, con su propio consejo parroquial. La colina de Bayston se encuentra a 5 kilómetros al sur del centro de la ciudad de Shrewsbury en la A49 y cerca de la A5. El pequeño pueblo de Battlefield, esta vez al norte de la ciudad, también se considera ahora como un suburbio de la ciudad debido al crecimiento del área circundante de la parroquia de Shrewsbury.

### El clima
El clima de Shrewsbury es similar al del resto de Shropshire, generalmente moderado. Las precipitaciones medias oscilan entre 76 y 100 cm, influenciadas por estar a sotavento de los Montes Cámbricos, de manera que frena los sistemas frontales cálidos y húmedos que provienen del océano Atlántico, provocando precipitaciones generalmente ligeras en otoño y primavera. La estación meteorológica más cercana se encuentra en Shawbury, aproximadamente a 10,5 kilómetros al noroeste de la ciudad de Shrewsbury. La topografía local, siendo la de una llanura baja rodeada de tierras más altas al oeste, sur y este, le proporciona al área de Shrewsbury su propio microclima: el máximo absoluto en Shawbury de 34.9 °C y el mínimo absoluto de -25.2 °C representan la mayor amplitud térmica de cualquier estación meteorológica individual en las islas británicas aunque el rango máximo de "promedio" de temperatura tiende a alcanzar su punto máximo hacia el sureste de la zona de Shrewsbury, en particular en la región central del sureste, en el interior de Anglia Oriental (East Anglia) y en el interior del sureste de Inglaterra.
En el año, la máxima temperatura media en los meses más cálidos alcanza los 28.4 °C, con un total de 8,9 días de 25.1 °C (77.2Fº) o superior. El máximo absoluto de 34.9 °C se registró en agosto de 1990. Por otra parte, la temperatura media de los meses más fríos arroja una media de -9.6 °C, con un total de 62 días de heladas cada año, aproximadamente. El mínimo absoluto de -25.2 °C se registró en 1981.

## Demografía
De acuerdo con el censo de los Estados Unidos de 2001, la ciudad de Shrewsbury tiene una población de 67.126. [53] Este censo también coloca a la población de Shrewsbury and Atcham Borough en aproximadamente los 95.850. Entre 1981 y 1991 la población de la ciudad ha crecido desde los 57.731 habitantes hasta los 64.219. Shrewsbury es la segunda ciudad más grande de Shropshire, después de Telford. La población del centro de la ciudad ( el área dentro del bucle del Severn) es de unos 1300 habitantes. Paralelamente al rápido crecimiento de la población de la ciudad, un informe de 2005 sobre la población carcelaria en el Reino Unido ha encontrado que la prisión HMP Shrewsbury, es la más ocupada en Inglaterra y Gales. 
El censo de 2001 indica también que la población de la ciudad se compone de 51,1 % mujeres y 48,9 % varones, lo cual nos da una idea de la tendencia del municipio de Shrewsbury y Atcham, y de Shropshire  en su conjunto. Además, según el mismo censo , la composición eétnica de la población es mayormente blanca, concretamente el 98,5 % de la población total. A continuación de este grupo étnico nos encontramos con los mestizos, como el segundo grupo más amplio, con el 0,5% de la población de la ciudad. Mientras que, el 0,4 % de la población es indígena, pakistaní o de Bangladés , y el 0,1 % de la población es del sur de Asia o británico asiático. Otro 0,1 % es Negro, del Caribe o África . 
El borough de Shrewsbury and Atcham ha tenido las siguientes cifras de población:
| 1801   | 1811   | 1821   | 1831   | 1841   | 1851   | 1861   | 1871   | 1881   | 1891   | 1901   |
| 31 280 | 34 158 | 38 263 | 40 480 | 41 858 | 43 818 | 46 261 | 48 704 | 51 146 | 50 678 | 52 181 |
| 1911   | 1921   | 1931   | 1941   | 1951   | 1961   | 1971   | 1981   | 1991   | 2001   |        |
| 53 729 | 55 481 | 57 290 | 62 398 | 67 965 | 74 831 | 82 392 | 85 136 | 92 347 | 95 896 |        |

## Economía

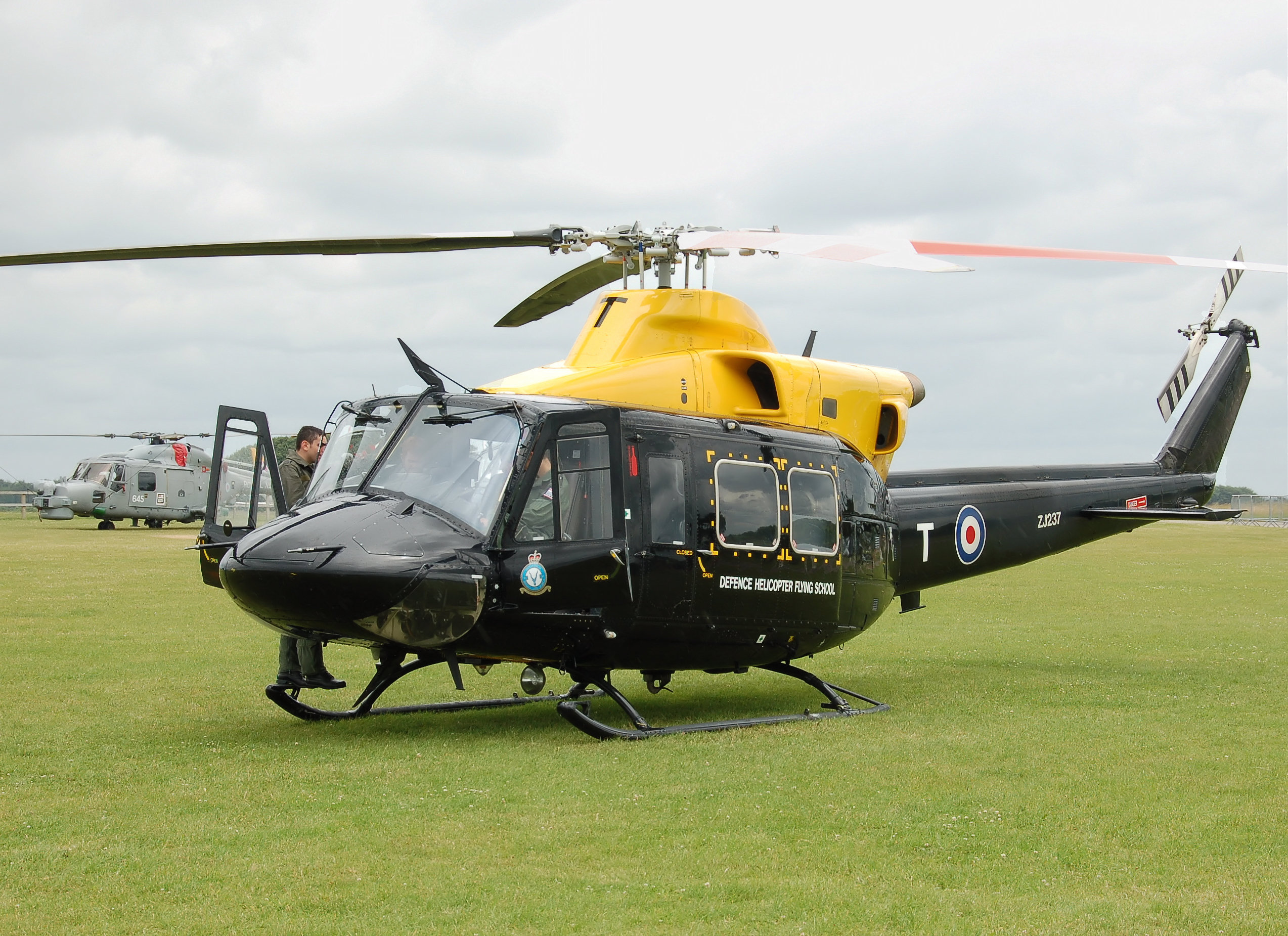
RAF Shawbury aloja al Defence Helicopter Flying School de RAF, el principal centro de entrenamiento rotativo de avión del MOD.

A lo largo del período medieval, Shrewsbury fue un centro de intercambio de lana, y usaba su posición en el Río Severn para transportar bienes por toda Inglaterra a través del sistema de canales. Al contrario que muchas otras ciudades durante este periodo, Shrewsbury nunca fue un centro de industria pesada. Alrededor del 1900, la ciudad comenzó a centrarse en los servicios de transporte, los servicios generales y el sector profesional, debido a su posición en la A5 road, parte de la ruta estratégica al norte de Gales.

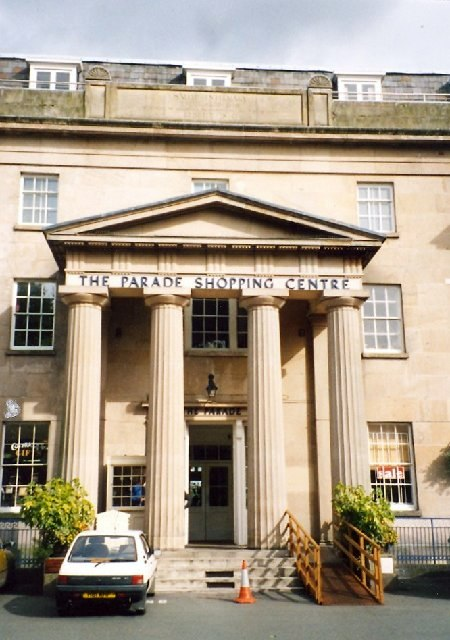
The Parade Shopping Centre está ubicado en las antiguas instalaciones del Royal Shrewsbury Infirmary

Shrewsbury tiene cuatro centros comerciales. En el centro principal encontramos el de Darwin y el de Pride Hill que constan de varias franquicias como Marks & Spencer,  H&M,  Next y Boots.  Los otros dos centros comerciales son Riverside y  The Parade Shopping Centre. Este último, únicamente aloja tiendas de minoristas independientes. Además, cuenta con un número considerable de supermercados:  environmentally friendly,  Tesco, Extra,  Morrisons,  Asda y  Sainsbury's.
La economía de un visitante de Shrewsbury y Atcham valía alrededor de 115 millones de libras en 2001 , con alrededor de 2500 personas empleadas, directamente en la industria turística y 3.400 indirectamente. Hubo cerca de 3,1 millones de visitantes – tanto ocasionales como habituales - a la ciudad en 2001 , con el 88 % siendo visitantes ocasionales y el 12% habituales. Shrewsbury está posicionada de manera que es la única ciudad importante de una gran área , sobre todo hacia el oeste en Mid-Wales. Esto último, le permite atraer a una gran base de minoristas más allá de su población residente, lo cual no sólo es crucial para el sector comercial , sino también para el sanitario, pues el Royal Shrewsbury Hospital tiene el único departamento de A & E en dirección oeste hasta Aberystwyth, que está a unas 75 millas ( 121 km) de distancia .
Aunque es un centro de elaboración de cerveza menos prominente que Burton-on -Trent , la cerveza hecha en Shrewsbury se celebraba ya en 1400 cuando bardo Iolo Goch elogió la oferta de " CRWG Amwythig " dispensada en el palacio Sycharth de Owain Glyndwr .  En 1900 había ocho fábricas de cerveza en la ciudad , entre las cuales destacan Southam's y Trouncer's , que también tenían sus propios procesos de fabricación de malta y diversas tabernas locales , así como otras cinco fábricas de malta. Pero la industria de elaboración de la cerveza convencional cerró gradualmente en la década de 1960 , y las últimas fábricas de malta, en Ditherington , en 1986. En 1995 se estableció en la ciudad una cervecería de calidad. La Salopian Brewery se basa en el Old Dairy en Mytton Oak Road , y produce cerveza de barril y embotellada. Tiene una producción de 80 barriles por semana y sirve sobre todo a los pubs en y alrededor de Shrewsbury .

## Arquitectura

### Monumentos

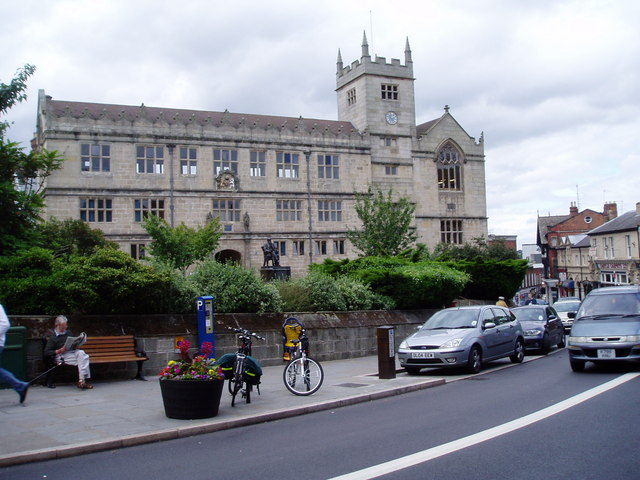
Biblioteca pública de Shrewsbury, Castlegates; antiguamente habitada por Charles Darwin

El centro histórico de la ciudad continua conservando el trazado de calles medievales y muchos pasajes y vías estrechas. Algunos de estos pasajes, especialmente aquellos que pasan a través de edificios de una calle a la siguiente, se denominan "shuts" o disparos (la palabra deriva de "to shoot through" queriendo decir que atraviesa de una calle a otra). Podemos encontrar muchas tiendas especializadas, pubs tradicionales y restaurantes locales en rincones, plazas o callejuelas escondidas. Muchos de los nombres de las calles permanecen desde hace varios siglos y hay algunos nombres bastante inusuales, como Mardol, Frankwell, Butcher Row, Longden Coleham, Dogpole, roushil, Grope Lane, entre otros.
La biblioteca pública, que en los años anteriores al 1882 era el edificio del Shrewsbury School, se encuentra en Castle Hill. Por encima de la entrada principal se ubican dos estatuas con las inscripciones de "Philomathes" y "Polymathes" grabadas. Estas representan las virtudes de "Amante del aprendizaje" y polímata para transmitir que es bueno obtener conocimientos a través de un amor por el aprendizaje.

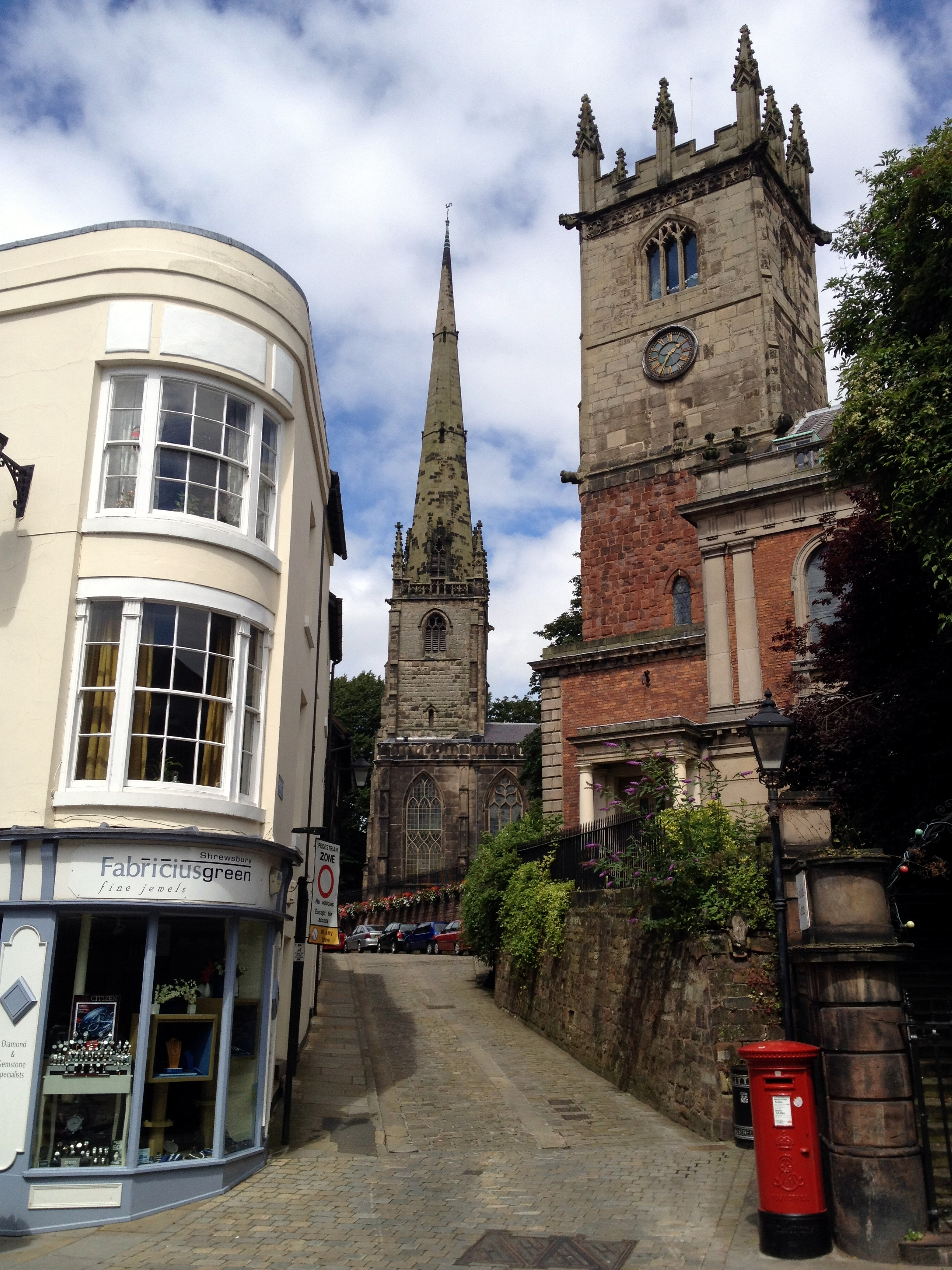
Se pueden ver la calle Fish, la espira de la iglesia de Alkmund y la torre de la iglesia de St Julian.

En el centro de la ciudad se encuentra The Quarry. Este parque fluvial de 120.000  m² atrae a miles de personas durante el año y es disfrutado como un lugar de recreación y ocio. Shrewsbury es tradicionalmente conocida como "La ciudad de las flores", un apodo incorporado a muchas de las señales de entrada a la ciudad a través de las carreteras principales. Sin embargo, fue remplazado en 2007 por "Lugar de nacimiento de Charles Darwin".
La Infantería Ligera del Ejército británico ha estado asociada a Shrewsbury desde el siglo XVII, cuando se formaron los primeros regimientos y muchos más que han sido preparados en Shrewsbury antes de ser desplegados por todo el mundo, desde de la Guerra de Independencia hasta los conflictos actuales en Irak y Afganistán. Hoy , después de varias reorganizaciones importantes, la infantería ligera ahora forma parte del regimiento conocido como The Rifles . El Copthorne Barracks de Shrewsbury, sede espiritual de la División Ligera, todavía alberga el cuartel general de la Brigada 143 (West Midlands)  del Ejército británico, aunque la 5 ª División se disolviera en abril de 2012 como parte de la reorganización del Comando de Apoyo del Ejército.

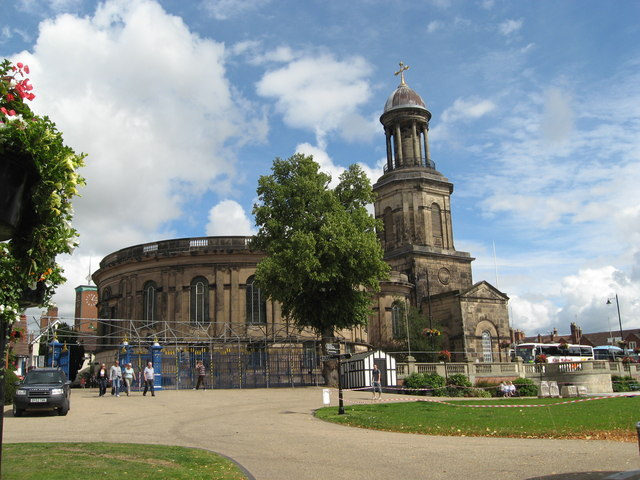
La iglesia de Saint Chad y The Quarry park en un día de verano

Entre 1962 y 1992 hubo un búnker nuclear endurecido, construido para el No 16 Group Royal Observer Corps Shrewsbury, que proporcionó el campo de fuerza de la United Kingdom Warning and Monitoring y habría dado la voz de alarma de cuatro minutos de advertencia en caso de guerra. Además, advirtió a la población de Shrewsbury, en caso de que se acerca la lluvia radioactiva. El edificio fue atendido por unos 120 voluntarios que habían sido entrenados semanalmente y llevaban un uniforme al estilo del de la Royal Air Force. Después de la desintegración del bloque comunista en 1989, el Royal Observer Corps se disolvió entre septiembre de 1991 y diciembre de 1995. Sin embargo, el búnker nuclear sigue en pie justo dentro de Holywell Street, cerca de la abadía como un recordatorio duradero de la Guerra Fría, pero ahora se ha convertido y se utiliza como una práctica veterinaria.
El centro de información turística está en la casa de Rowley en Barker Street, en el centro de la ciudad . Los tres principales museos son Shrewsbury Museum & Art Gallery (en la casa de Rowley) , el Shrewsbury Castle (que alberga el Museo del Regimiento Shropshire) y el Coleham Pumping Station.  Además, está la entrada al centro de artes y teatro y varias galerías privadas y tienddas de arte. Otro rasgo notable de la ciudad es la Lord Hill's Column, la mayor columna dórica de colocación independiente en el mundo. 
Además está, TheQuantum Leap,  una escultura abstracta que se dio a conocer en el centro de la ciudad en 2009 para conmemorar el bicentenario nacimiento del biólogo Charles Darwin.

## La ciudad, hoy
Centro industrial. Entre sus monumentos destacan la estatua de Robert Clive (del año 1860); la Ireland's Mansion, erigida en 1575; la Jones's Mansion, construida en el siglo XV y hoy convertida en hotel; St. Mary, iglesia del siglo XII edificada sobre las ruinas de una iglesia sajona; el castillo construido en el siglo XI y el Rowley's House Museum, ubicado en un palacio isabelino erigido en 1618.

## Deportes
Shrewsbury es la sede de gran cantidad de clubes deportivos amateur, profesionales y semiprofesionales, incluyendo el Shrewsbury Town F.C., un equipo de fútbol que juega en la Football League One, en este equipo debutó el portero Joe Hart. Entre los títulos del equipo destaca haber ganado la Welsh Cup seis veces, un récord para un equipo inglés, una mantenida carrera en la segunda división inglesa en los años 1980 y la victoria en la Football Conference Playoff Final 2004. El club se trasladó al estadio New Meadow en 2007, en un sitio cercano a Meole Brace. Antes de esto, el club jugaba en el estadio Gay Meadow, situado fuera del centro de la ciudad, durante 97 años entre 1910 y 2007.